# René Godenne

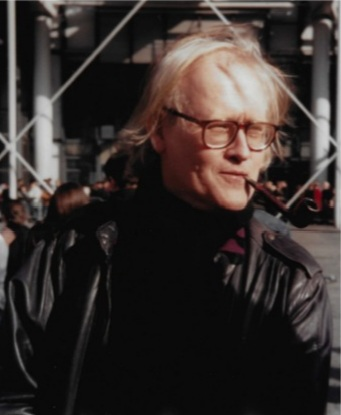

René Godenne (* 30. März 1937 in Lüttich; † 2. April 2021) war ein belgischer Romanist und Literaturwissenschaftler.

## Leben und Werk
René Godenne studierte Literaturwissenschaft in Lüttich und lehrte von 1959 bis 1984 an der Pädagogischen Hochschule Lüttich, unterbrochen durch Gastprofessuren an der Universität Laval (1968–1970) und an der Universität Aix-en-Provence (1980–1981). Von 1984 bis 1991 lehrte er an der Universität Paris III, dann bis 2002 als Professor wieder an der Pädagogischen Hochschule in Lüttich. Sein bevorzugtes Forschungsgebiet war die französischsprachige Novelle.

## Werke